# Spearhead Range
Spearhead Range är ett berg i Kanada.   Det ligger i provinsen British Columbia, i den sydvästra delen av landet, 3 500 km väster om huvudstaden Ottawa. Toppen på Spearhead Range är 2 077 meter över havet.
Terrängen runt Spearhead Range är bergig. Trakten runt Spearhead Range är nära nog obefolkad, med mindre än två invånare per kvadratkilometer.. Närmaste större samhälle är Whistler, 11,0 km nordväst om Spearhead Range. 
Trakten runt Spearhead Range är permanent täckt av is och snö.